# Auger-Saint-Vincent
Auger-Saint-Vincent är en kommun i departementet Oise i regionen Hauts-de-France i norra Frankrike. Kommunen ligger i kantonen Crépy-en-Valois som tillhör arrondissementet Senlis. År 2022 hade Auger-Saint-Vincent 521 invånare.

## Befolkningsutveckling
Antalet invånare i kommunen Auger-Saint-Vincent
| Referens: INSEE |